# Carausius irregulariterlobatus
Carausius irregulariterlobatus är en insektsart som beskrevs av Brunner von Wattenwyl 1907. Carausius irregulariterlobatus ingår i släktet Carausius och familjen Phasmatidae. Inga underarter finns listade.